# Савс Вікторія
Вікторія Савс (нім. Viktoria Savs, 27 червня 1899 р. Бад-Райхенгалль — 31 грудня 1979, Зальцбург) – австро-угорська жінка-військовик. Учасниця Першої світової війни у лавах австро-угорських збройних сил та Червоного хреста.

## Дитинство
Вікторія народилась 27 червня 1899 р. в німецькому місті Бад-Райхенгалль в родині майстра-чоботаря. Після розлучення батьків, на той момент Вікторії було 5 років, дівчинка лишається з батьком і вони переїжджають спочатку до Арко, а потім до Обермаісу в Тіролі.
У 1914 р. з початком Першої світової війни батька Вікторії, Петера Савса, мобілізовують до війська. В складі Тірольських імператорських єгерів він вирушає на фронт в Галичину. Отримавши там важке поранення він повертається до дому в Тіроль.

## Участь в Першій світовій війні

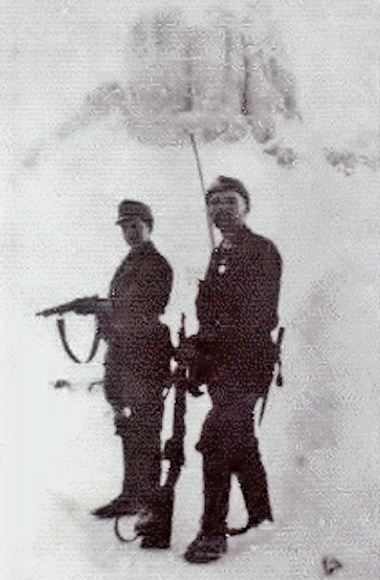
Вікторія Савс разом з батьком Петером на фронті

В 1915 р. Італійське королівство вступає в Першу світову війну на боці Антанти. Цього разу Вікторія вирішила разом з батьком зголоситися добровольцями до війська. Для Тіролю це як раз було дуже актуально, адже регіон став прифронтовим. Таким чином спочатку вони записались до територіальної міліції до якої набирали резервістів ландштурму.
10 червня 1915 р. Вікторія Савс пройшовши призовну комісію в Мерано потрапляє до Штандшютценбатальйону Меран І, де розпочинає службу під вигаданим ім'ям Віктор Савс. Оскільки на той час жінка не могла бути військовиком і досі лишається загадкою, яким чином Вікторія змогла пройти призовну комісію. У складі зазначеного підрозділу В. Савс бере участь в обороні Тренто.
8 грудня 1916 р. за сприяння командувача австро-угорським Південно-Західним фронтом ерцгерцога Євгена Вікторію переводять до бойового складу Штандшютценбатальйону Інсбрук II (в цій частині капралом служив її батько). Про те, що Вікторія жінка знали лише кілька офіцерів цієї частини. Під час бойових дій В. Савс була вправною кур'єркою та санітаркою. Відзначилася в боях біля плато Три Вершини, 11 квітня 1917 р. під нищівним вогнем супротивника особисто доправила до власних позицій 20 полонених італійців.
27 травня 1917 р. на бойовому завданні отримала важке поранення в ногу, в результаті якого її довелось ампутувати. Саме там, у військовому шпиталі табору Сілліана, більшість дізнались, що Вікторія — дівчина. В зв'язку з важким пораненням В. Савс вже не могла нести стройову службу, тому продовжила свою діяльність у Австро-угорському Червоному хресті, де перебувала до кінця війни.

## Повоєнні роки
По закінченні Великої війни В. Савс оселяється в Галль-ін-Тіроль, а згодом переїжджає до Зальцбурга. В міжвоєнний період брала активну участь у ветеранському русі. В 1930-х роках змушена долучитись до НСДАП через матеріальну скруту. Після Другої світової війни, до 1950-х років відвідувала ветеранські збори.

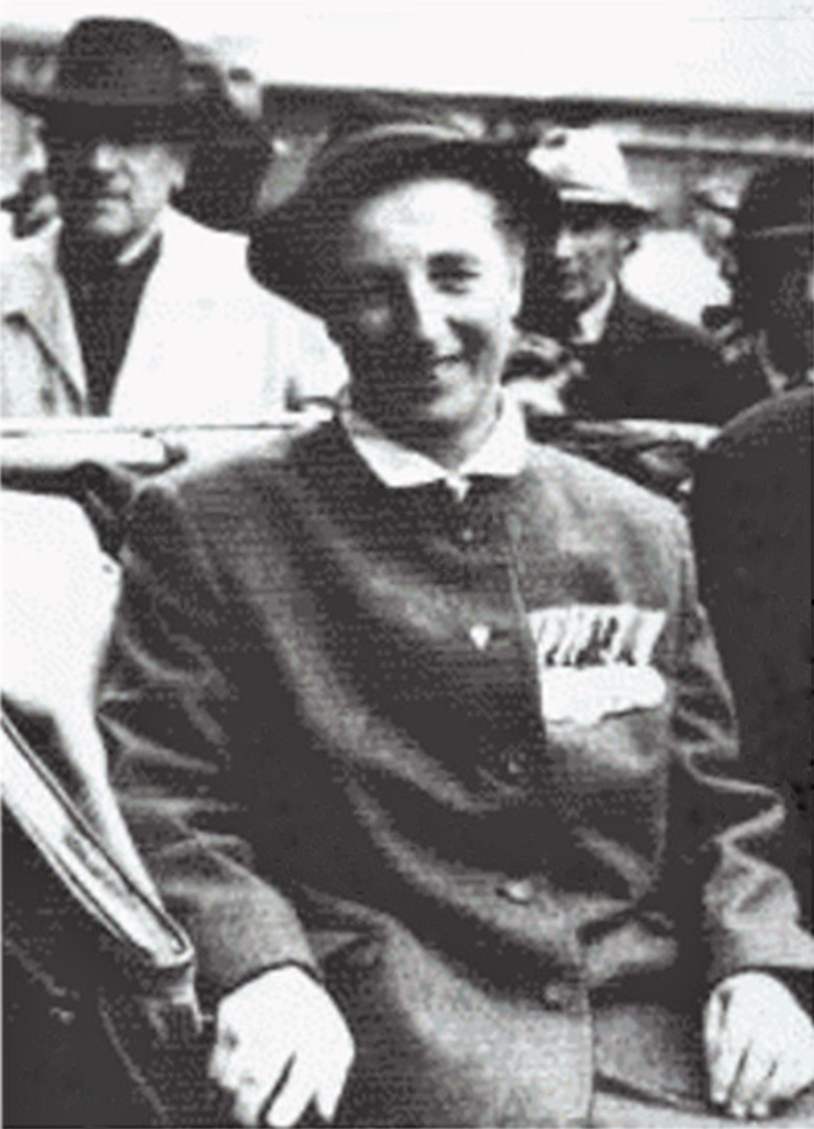
Вікторія Савс з нагородами. Фото імовірно міжвоєнного періоду.

Померла В. Савс у віці 80 років, 31 грудня 1979 р. в Зальцбурзі, де і похована на міському кладовищі.

## Нагороди
Протягом військової служби у 1915-17 рр. В. Савс за бойові заслуги була нагороджена Бронзовою та Великою срібною медалями «За хоробрість», Військовим хрестом імператора Карла. В Червоному хресті В. Савс отримала Срібну відзнаку за заслуги.
| Стрічка | Назва                                     |
|         | Велика срібна медаль За хоробрість        |
|         | Бронзова медаль За хоробрість             |
|         | Військовий Хрест Карла                    |
|         | Срібний хрест за заслуги Червоного Хреста |